# Brucianesi
Brucianesi is een plaats (frazione) in de Italiaanse gemeente Lastra a Signa, provincie Florence, en telt ongeveer 300 inwoners.

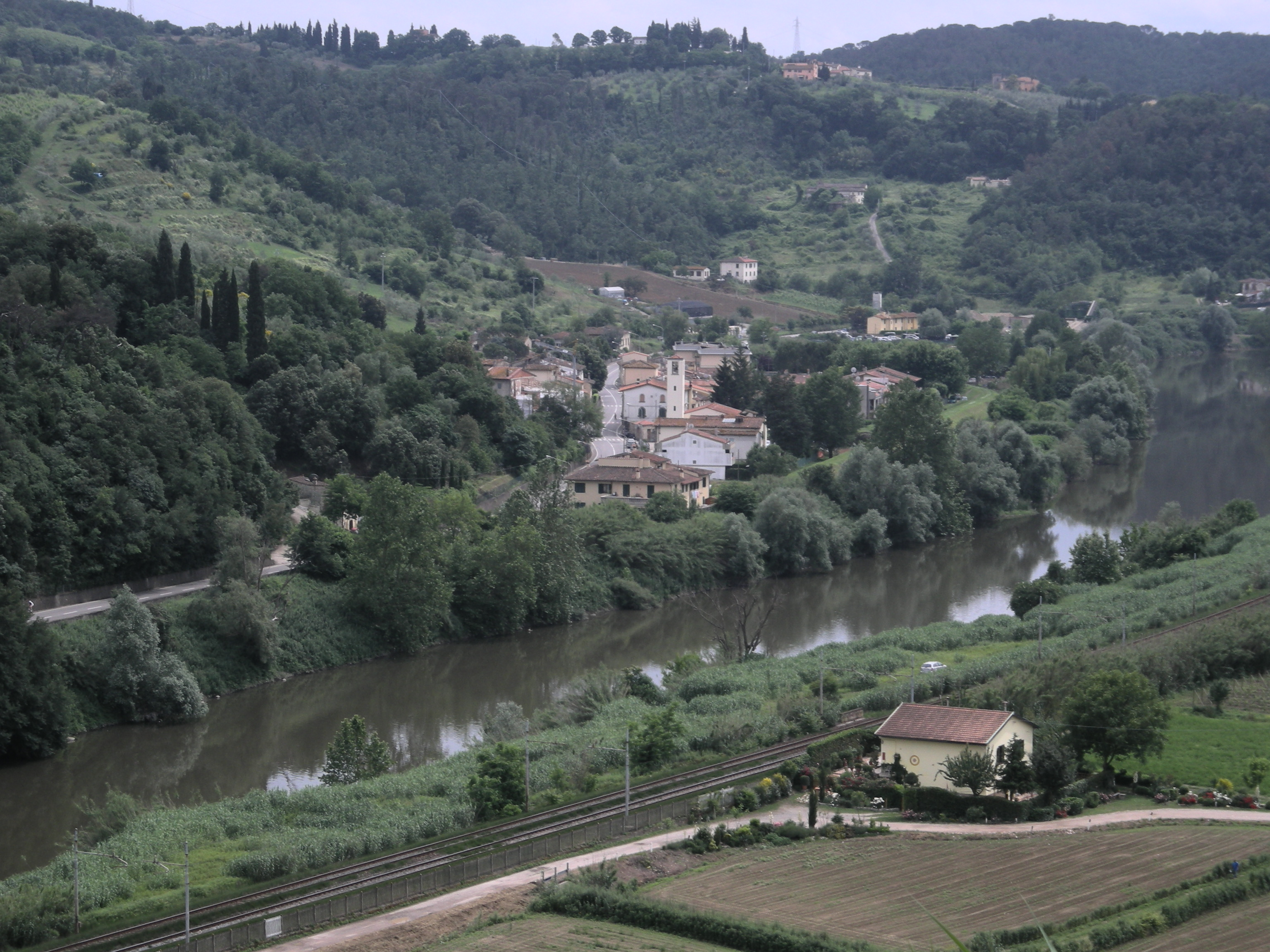
Zicht op Brucianesi.